# USNS Rappahannock (T-AO-204)
El USNS Rappahannock (T-AO-204) es el 18.º y último buque de aprovisionamiento de la clase Henry J. Kaiser de la Armada de los Estados Unidos. El buque pertenece al Military Sealift Command.

## Construcción
Fue construido por Avondale Industries de Westwego (Luisiana). Fue puesta la quilla en 1992; y luego fue botado el casco y asignado en 1995.

## Historial operativo
En 2012 (el 16 de julio) el Rappahannock fue protagonista de un incidente en el golfo Pérsico; el buque disparó a un bote pequeño que se había aproximado de muy cerca al Rappahannock en un área cercana a Jebel Ali (Dubái, EAU). Uno de los tripulantes del bote murió.